# Остаток дня
«Остаток дня» (англ. The Remains of the Day) — третий роман британского писателя японского происхождения Кадзуо Исигуро, опубликованный в 1989 году. Удостоен Букеровской премии. По книге снят одноимённый фильм, главные роли в котором исполнили Энтони Хопкинс и Эмма Томпсон. Как и в других произведениях Исигуро, повествование в романе ведётся от первого лица: главный герой, дворецкий Стивенс, вспоминает события своего прошлого, в то же время рассказывая и о настоящем. Русский перевод романа (переводчик В. Скороденко) вышел в 1992 году (журнал «Иностранная литература», № 7).

## Сюжет
Герой романа — дворецкий Стивенс. Он, прослуживший почти всю свою жизнь в доме лорда Дарлингтона, теперь выполняет ту же самую работу, в том же самом доме. Но теперь его хозяин — богатый человек из Америки, некто Фаррадей. Стивенс едет на встречу с бывшей экономкой мисс Кентон в надежде, что она вернётся на прежнюю работу. Шесть дней пути наполнены воспоминаниями Стивенса о прошлом, о работе у лорда Дарлингтона.

### Издание на русском языке
- Исигуро К. Остаток дня = The Remains of the Day / пер. с англ. В. Скороденко. — М.: Б.С.Г.-Пресс; Иностранная литература, 2000. — 287 с. — (Библиотека журнала «Иностранная литература». Иллюминатор). — ISBN 5-93636-008-3.

### Исследования
- Селитрина Т. Л. Память и нарратив в романе К. Исигуро «Остаток дня» // Вестник Пермского университета. Российская и зарубежная филология. — 2018. — Т. 10, № 4. — С. 125—134.
- Шевченко Ю. П. Английский юмор: стереотип или реальность (роман Кадзуо Исигуро «Остаток дня») // Античность — современность (Вопросы филологии): сб. научных работ. — Донецк: ДонНУ, 2017. — С. 421—428. — 619 с.